# Dakshin Bastar Dantewada
Dakshin Bastar Dantewada är ett distrikt i Indien.   Det ligger i delstaten Chhattisgarh, i den centrala delen av landet, 1 200 km söder om huvudstaden New Delhi.